# Xynobius curtifemur
Xynobius curtifemur är en stekelart som först beskrevs av Fischer 1961.  Xynobius curtifemur ingår i släktet Xynobius och familjen bracksteklar. Inga underarter finns listade i Catalogue of Life.